# Shyla Stylez
Pour les articles homonymes, voir Stylez et Friedland.
Amanda Friedland, dite Shyla Stylez, est une actrice pornographique canadienne, née le 23 septembre 1982 à Armstrong en Colombie-Britannique et morte le 9 novembre 2017.

## Biographie
Dès l'âge de 17 ans, Amanda Friedland exprime le souhait de devenir actrice pornographique.
Après ses études, elle emménage à Vancouver, où elle pose nue pour des sites web et fait des shows devant des web cams.
Elle fait aussi du striptease à 18 ans. En août 2000, Shyla part à Los Angeles et commence à travailler pour la société Anabolic Productions. Elle travailla ensuite pour Jill Kelly Production. En 2002, elle décide de se faire poser deux implants mammaires. Elle s'oriente principalement dans le genre gonzo.
Shyla Stylez a travaillé pour le site internet « Brazzers ». En 2010, le magazine Maxim R-U la classe parmi les 12 Top Porno star.
Elle est décédée le jeudi 9 novembre 2017 à l’âge de 35 ans. Elle serait morte dans son sommeil chez sa mère en Colombie-Britannique, au Canada. 
La cause de son décès est toujours inconnue.

## Vie privée
Le 23 octobre 2002, Shyla Stylez se marie avec Bob Friedland, le directeur de Jill Kelly Productions, mais elle divorce en 2003.
En 2005 elle est impliquée dans un scandale sexuel avec le shérif George Jaramillo du comté d'Orange.

## Récompenses et nominations
Récompenses
- 2011 : Urban X Awards Hall of Fame

Nominations
- 2003 : AVN Award - Best New Starlet
- 2007 : AVN Award - Best All-Girl Sex Scene, Video - Girlvana 2, Zero Tolerance Entertainment avec Sammie Rhodes & Jenaveve Jolie.
- 2008 : AVN Award - Best Supporting Actress, Video - Coming Home, Wicked Pictures
- 2008 : AVN Award - Best Interactive DVD - My Plaything: Shyla Stylez, (Digital Sin)
- 2009 : AVN Award – Best Tease Performance – Curvy Girls
- 2009 : AVN Award – Best POV Sex Scene – Full Streams Ahead
- 2009 : AVN Award – Best Group Sex Scene – Pirates II
- 2010 : AVN Award – Best POV Sex Scene – Jack's POV 12

## Filmographie
- Only One Way Out (2012) de Will Lamborn (non x )

- Big Dick Appetite 2008 Brazzers
- 2 good 2 be true 2007 Brazzers
- Ultimate Dreams team 2007 Brazzers
- Personnal favor 2013 Brazzers
- Fuck The Brits? I'll Fuck Your Irish Ass 2010 Brazzers
- New méat in jail 2009 Brazzers
- Dirty car sales-woman 2010 Brazzers
- Butt frisk 2008 Brazzers
- Free ass ride 2010 Brazzers
- Intimate surrender 2010 Brazzers
- I deserve what's mine! 2010 Brazzers
- Happy fuck-day 2012 Brazzers
- Back for more 2007 Brazzers
- The oralfice 2009 Brazzers
- Anal stylez 2007 Brazzers
- Square in the ass 2011 Brazzers
- The nude model 2012 Brazzers
- Intense asshole treatment 2010 Brazzers